# Witvlei
Witvlei (anhörenⓘ), ursprünglich in Khoekhoegowab !Khuri !khubisKlicklaut, ist ein Dorf und Wahlkreissitz des Wahlkreises Okorukambe in der Region Omaheke in Namibia. Der Ort liegt etwa 150 Kilometer östlich von Windhoek an der Nationalstraße B6 und etwa 50 Kilometer westlich von Gobabis. Witblei hat 2633 Einwohner (Stand 2023) und ist 80,5427 km² groß.
Der Name „Witvlei“ ist Afrikaans und heißt so viel wie weiße Pfanne. Der Khoekhoegowab-Name hat die gleiche Bedeutung.

## Geschichte
Witvlei ist eine der ältesten Siedlungen Namibias und war 1864 Schauplatz einer Schlacht zwischen Herero und Nama.
Wie in vielen Orten, so wurden auch in Witvlei während der Apartheid unterschiedliche Wohngebiete für die schwarze und weiße Bevölkerung errichtet, die heute noch sichtbar sind. Neben dem Zentrum am Transkalahari-Highway erstreckt sich daher ein zweites Siedlungsgebiet mit Kleinparzellen ca. 1 km südlich zwischen D1800 und D1793. Die Bebauung unterscheidet sich stark in den beiden Gebieten, letzteres zeichnet sich durch kleinere Unterkünfte und Wellblechgebäude aus.

## Politik
Der Dorfrat von Witvlei besteht aus fünf Mitgliedern, wovon drei der SWAPO und jeweils einer der UDF und DTA angehören.
Bei den Kommunalwahlen 2015 wurde folgendes amtliche Endergebnis ermittelt.
| Partei    | Stimmen | Stimmenanteil | Sitze |
| --------- | ------- | ------------- | ----- |
| SWAPO     | 344     | 60,2 %        | 3     |
| UDF       | 125     | 21,9 %        | 1     |
| DTA       | 072     | 12,6 %        | 1     |
| RDP       | 017     | 02,9 %        | 0     |
| NUDO      | 013     | 02,3 %        | 0     |
| Insgesamt | 571     | 100 %         | 5     |

## Wirtschaft und Infrastruktur

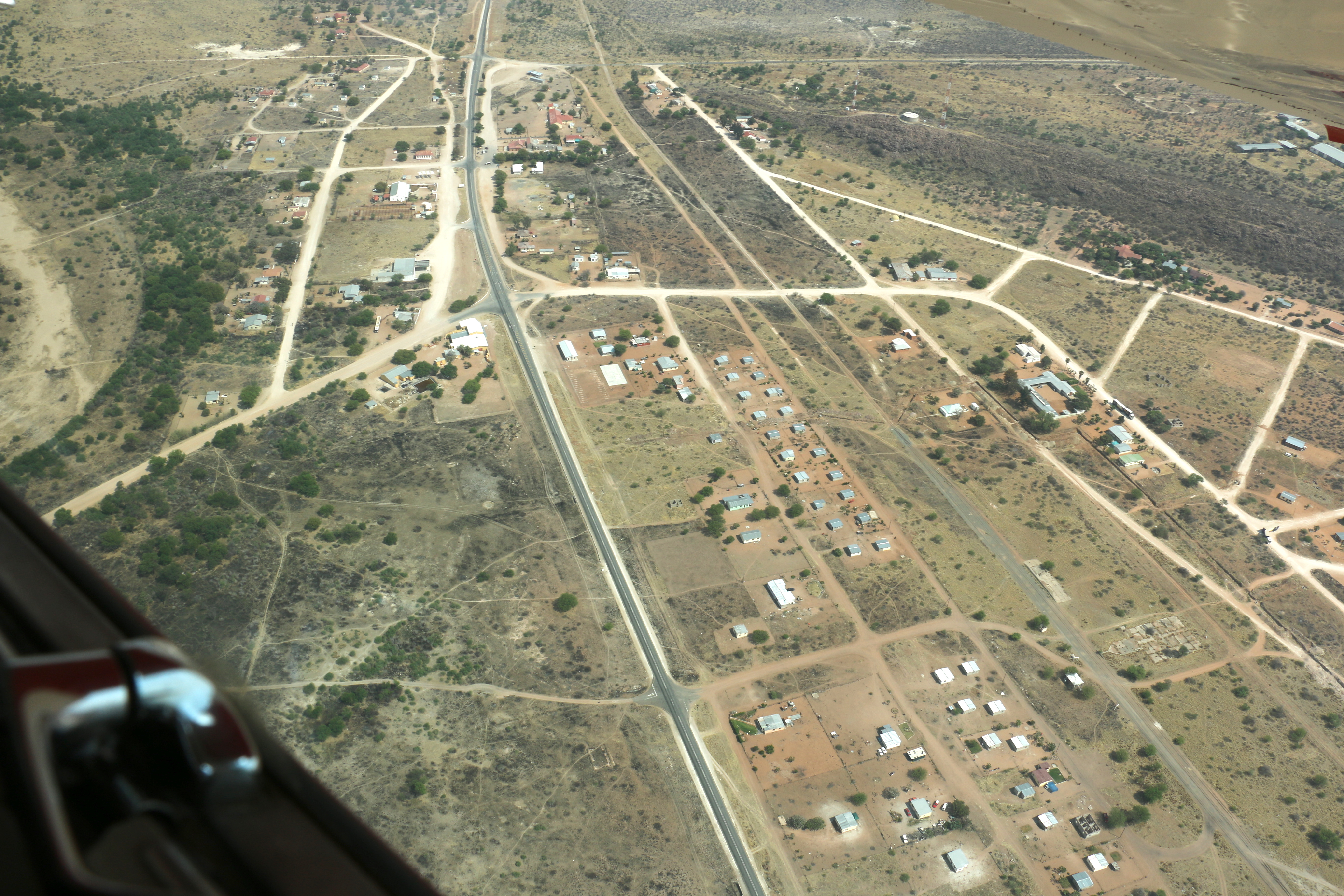
Witvlei aus der Vogelperspektive

Bis November 2014 war Witvlei Meat größter Arbeitgeber der Ortschaft. Das Unternehmen stellte seinen Betrieb jedoch ein und entließ 200 lokale Arbeitskräfte, nachdem das Unternehmen einen Großvertrag mit Norwegen verlor. Hierdurch stieg die Arbeitslosigkeit rapide an, was Konsequenzen für den Einzelhandel und für die Schule des Ortes hatte. Zur Wirtschaft in Witvlei zählen ein Taxidermist sowie kleinere Läden und Verkaufsstände.
In Witvlei lag auch das Firmengelände von Uri, wo das einzige namibische Zivilfahrzeug, der „Uri“, hergestellt wurde.
Durch Witvlei fließt der White Nossob, ein Trockenfluss, der bei starken Regenzeiten Wasser führt. Daher ist die Grundwasserversorgung im Ort in der Regel gesichert.
Witvlei besitzt einen Bahnhof, eine Tankstelle, eine Klinik, ein Fußballstadion, eine Landebahn für Kleinflugzeuge, eine Polizeistation, Post und Kirche. Im Ort liegen zudem die Nossob Combined Primary School, ein Schülerheim sowie ein kleiner Kindergarten.

## Kultur und Sehenswürdigkeiten
Der Ort ist auch für seinen alle zwei Jahre stattfindenden Karneval, den zweitgrößten Namibias, bekannt.